# Národní sport
Národní sport je fyzická aktivita nebo sport, který je kulturně významný, slouží jako národní symbol a prvek národní identity. Obvykle se pojmu užívá velmi volně k označení nejpopulárnějšího sportu v zemi, případně sportu, v němž země dosahuje nejlepších výsledků, eventuálně sportu, který v zemi vznikl. Ovšem některé státy pojem národní sport zahrnuly do svého zákonodárství. Zákonně uznaný národní sport tak má například Kanada (lední hokej a lakros), Argentina (pato), Kolumbie (tejo), Nepál (volejbal), Srí Lanka (volejbal), Jižní Korea (taekwondo), Chile (chilské rodeo), Mexiko (charrería), Filipíny (eskrima) nebo Portoriko (paso fino). První zemí, která národní sport počala chránit zákonem, bylo Mexiko (1933).